# Trikot (Sport)

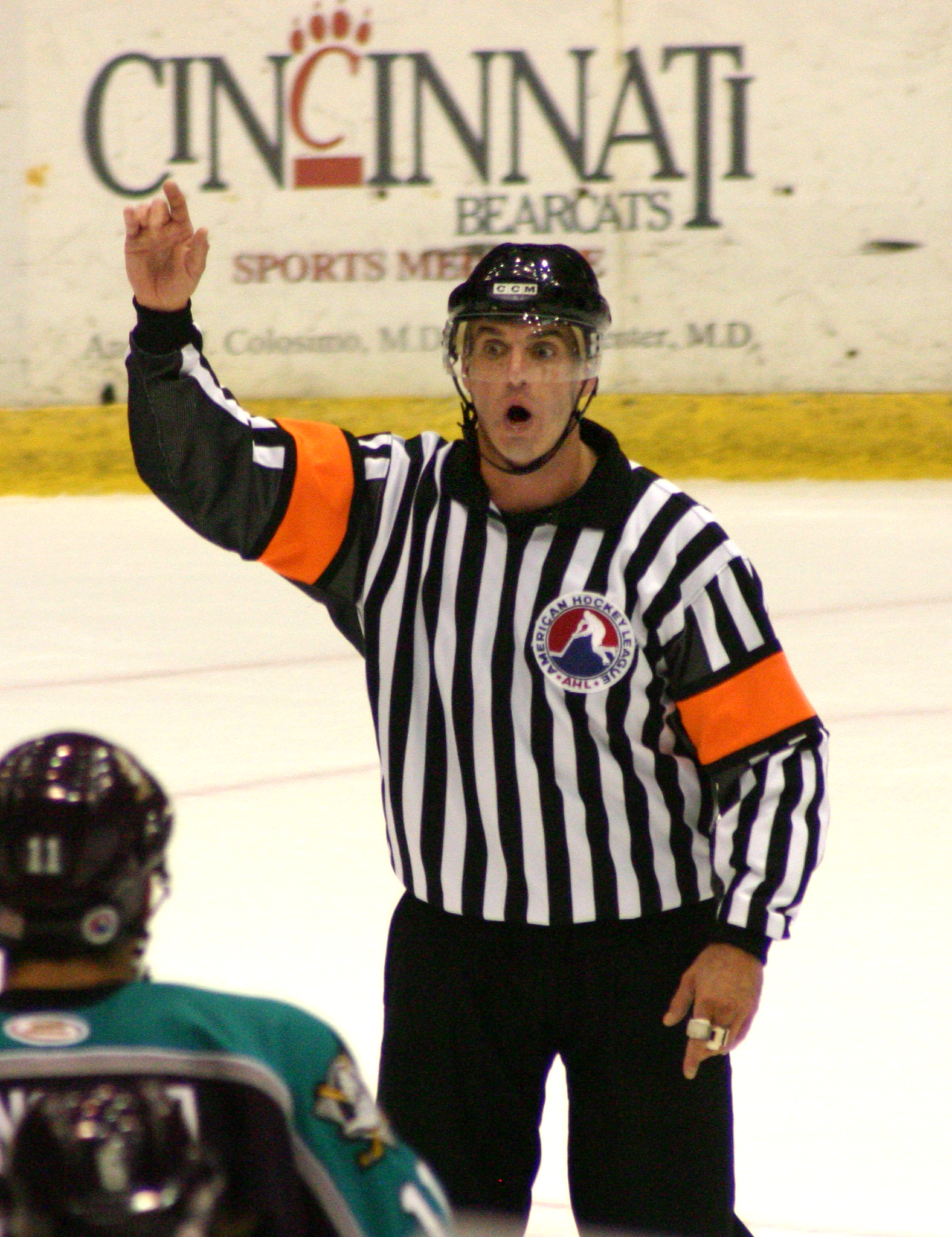
Eishockey-Schiedsrichter im typischen schwarz-weiß gestreiften Trikot

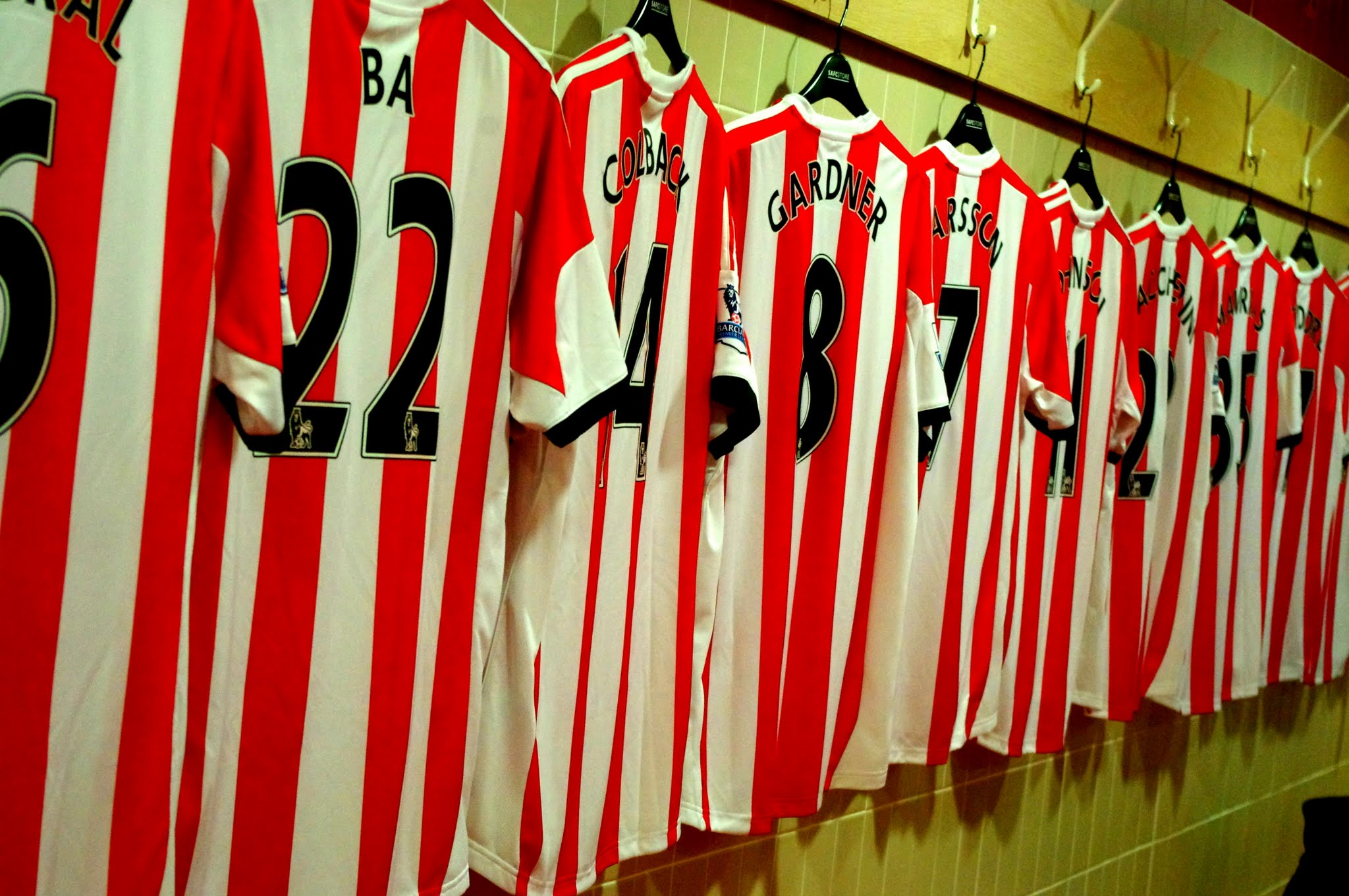
Zur Nutzung bereitgestellte Fußballtrikots des AFC Sunderland in einer Umkleidekabine

Ein Trikot (französisch tricot, zu tricoter ‚stricken‘) oder Dress ist im Sport ein meist farbiges Sporthemd. In Mannschaftssportarten ist es häufig mit Rückennummer und Namen des Sportlers versehen und in den Farben der Mannschaft bzw. des Vereins gestaltet. Trikots werden vom Sportler während des Wettkampfs getragen; sie haben daher den Charakter von Arbeitskleidung, insbesondere im Profisport. Sie bezeichnen in der Regel ein Kleidungsstück mit Ärmeln.
Bei Mannschaftssportarten trägt in der Regel die gesamte Mannschaft einheitliche Trikots. Ausnahmen bilden zum Beispiel die Torhüter von Ballsportarten wie Handball oder Fußball, die ein spezielles Torwarttrikot tragen. Trikots sind im populären Spitzensport darüber hinaus oft Werbeträger (Trikotwerbung). Sie werden über den eigentlichen Sportbetrieb hinaus auch als Fan-Devotionalien zu Merchandising-Zwecken verkauft. Dadurch ist das Trikot über seine pragmatische Bekleidungsfunktion hinaus in mehrfacher Hinsicht ein Träger von Zeichen.
Im Radsport werden Wertungstrikots genutzt, um die Spitzenreiter der jeweiligen Wertungen hervorzuheben, beispielsweise bei der Tour de France: das Gelbe Trikot für den Gesamtführenden, das Grüne Trikot für den Führenden in der Punktewertung, das Weiße Trikot für den Führenden in der Nachwuchswertung und das Gepunktete Trikot für den Führenden in der Bergwertung.

## Geschichte
Die ersten Sporttrikots entstanden zu Beginn des 19. Jahrhunderts. Mit der Turnbewegung von Sportvater Jahn setzte sich ab 1807 das Turnen als Breitensport in der Bevölkerung durch. Die ersten Sportvereine entwickelten sich und damit das Bedürfnis, die Spieler unterschiedlicher Mannschaften optisch voneinander abgrenzen zu können. Dazu wurden die Hemden der Mannschaftsmitglieder in den Farben der Vereine eingefärbt und mit Vereinslogos versehen. Durch aufgenähte Spielernummern ließen sich die einzelnen Spieler besser auseinanderhalten.
Einen weiteren Anlass zur Entwicklung spezieller Sportoberbekleidung gaben die ersten Olympischen Spiele der Neuzeit, die 1896 stattfanden.
Seit den 1970er Jahren wurde das Trikot zunächst im Fußball auch dazu genutzt, um die Sponsoren der Mannschaft zu bewerben. In der Bundesligasaison 1973/74 wollte der Verein Eintracht Braunschweig damit die Verluste durch ausbleibende Zuschauer auffangen. Die Werbung auf den Trikots setzte sich bereits in der kommenden Bundesligasaison durch. Heute werden die Trikots fast aller Profisportler mit Werbelogos versehen.
Heute finden Trikots auch Eingang in die Kleidermode. Insbesondere Second-Hand-Läden bieten Originalware aus verschiedenen Sportarten an. Darüber hinaus werden Trikots auch von vornherein als Modeartikel produziert, ohne dass ihr Tragen in Sportwettkämpfen vorgesehen ist. Schriftzüge und Rückennummer sind dann häufig nur Dekoration oder Verweise auf die Marke.

## Material
Bis zum Anfang der 1970er Jahre bestand ein Trikot meist aus Baumwolle, später häufig aus Polyamid, heutzutage werden Trikots aus Polyester in Form von Mikrofasern hergestellt. Im Sinne der Umwelt nachhaltige Produkte werden aus Bambus hergestellt, etwa beim britischen Fußballverein Forest Green Rovers, da das beim Zerfall von Kunststoffprodukten entstehende Mikroplastik eine enorme Umweltbelastung darstellt.

## Trikotfarbe
Da die Stimulusintensität die optische Reaktionsgeschwindigkeit auch bei Auswahlreaktionen beschleunigt, ist sowohl im Labor als auch im Kino unter Verwendung von Fußballfilmen getestet worden, ob und inwieweit ein starker optischer Stimulus (grelle Trikotfarbe deutlich verschieden vom Hintergrund) die Reaktionsgeschwindigkeit auch im Sportspiel begünstigt. Die bisherigen Tests machen deutlich, dass es vor allem die glitzernden Trikots sind (z. B. in Gold), die die Reaktionszeit beschleunigen. Dunkle Auswärtstrikots verlangsamen hingegen die Reaktionszeiten im Sportspiel.